# Carta sobre la tolerància

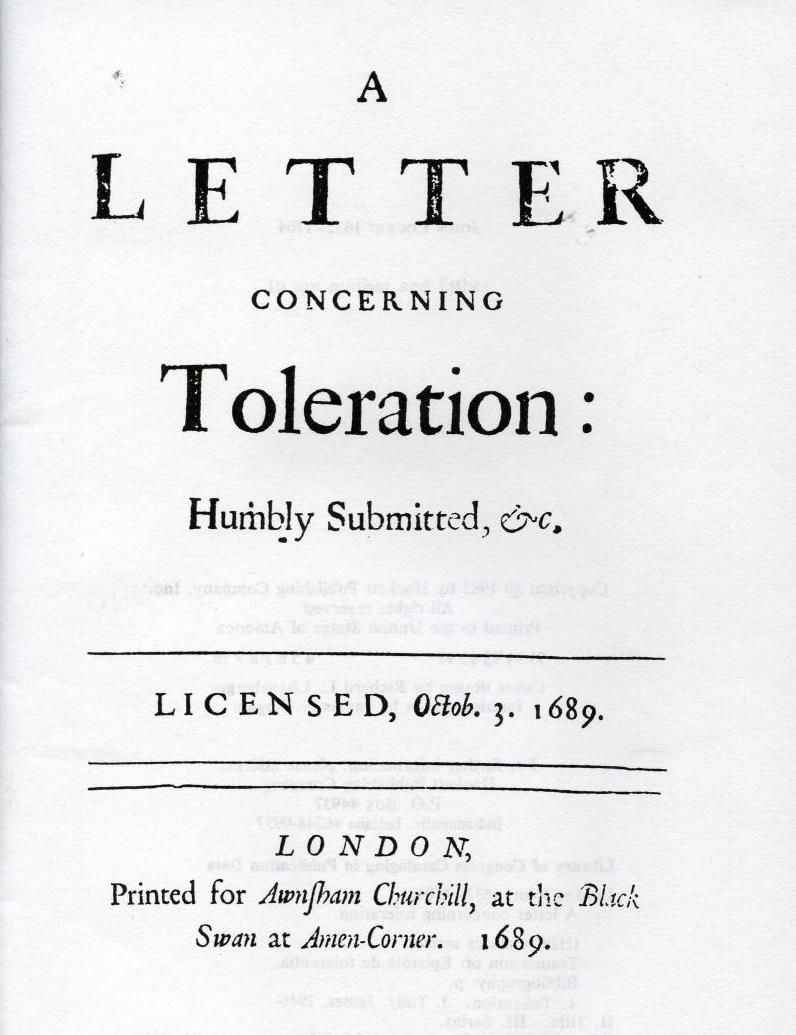
Portada de la primera edició de Carta sobre la tolerància

Sota el nom de Carta sobre la tolerància, s'hi engloben les cartes que John Locke va publicar entre els anys 1689 i 1690, i que ofereixen, en bona part, les bases ideològiques essencials per a la seva teoria política exposada durant les mateixes dates en Dos tractats sobre el govern civil.
Es divideix en:
- "Les dimensions de la llibertat"
- "De la tolerància a la llibertat religiosa"
- "Les sectes protestants"
- "La defensa filosòfica de la llibertat"
- "La qüestió d'Anglaterra"
- "La Carta sobre la tolerància".

## Del dret natural a la llibertat religiosa
Per a John Locke, l'ésser humà és un individu lliure que té drets naturals (entre aquests, la seva autoconservació i la seva espiritualitat), que seran inviolables tant per tercers com per un estat.
Carta sobre la Tolerància desenvolupa el concepte de llibertat individual, criticarà la intolerància i la coacció que, tant les sectes religioses com l'estat, poden dur a terme contra l'individu.
Aquest concepte de llibertat individual i de tolerància religiosa, que es tradueix en l'aparició de la llibertat religiosa, és una de les bases sobre les quals s'aposenta el govern civil de caràcter liberal que desenvoluparà John Locke posteriorment en Dos tractats sobre el govern civil.

## Edicions en català
- Locke, John; Medina; Jaume Sellent (trad.). Assaig sobre el govern civil : precedit de la carta sobre la tolerància. 1a.  Editorial Laia, S.A., maig 1983, p. 275 (Textos filosòfics). ISBN 978-84-7222-582-4.[1]